# Lombardní úvěr
Lombardní úvěr je krátkodobý úvěr zajištěný zástavou movitých věcí (zejména cenných papírů, šperků, drahých kovů, nebo určitých komodit).
V užším smyslu je tak označován lombardní úvěr poskytovaný centrální bankou komerčním bankám oproti zástavě cenných papírů (za lombardní sazbu).
Lombardní úvěr je pojmenovaný po Lombardii, odkud pochází Langobardi (Langobardi je český výraz, v angličtině Lombards), již byli ve středověku známí jako bankéři. Londýnská Lombard Street je pojmenovaná po langobardských bankéřích.
V současné době se velmi široce používá lombardní úvěry zajištěné cennými papíry. "Čistý" lombardní úvěr je krátkodobý úvěr se splatností do jednoho roku (zejména je poskytován na dobu tří měsíců). Klienty si půjčuji oproti zástavě cenných papírů, obvykle když mají dočasnou potřebu úvěrových prostředků a nemají zájem o prodej svých cenných papírů ze svého portfolia na burze.

## Poskytnutí lombardního úvěru
Poskytnutí lombardní úvěru vyžaduje kromě podepsání mezi bankou a klientem (dlužníkem) smlouvy o úvěru (která určuje výši úvěru, úrokovou sazbu, splátky: jednou částkou nebo anuitně) a i smlouvy o převodu cenného papíru na nemovitost k zajištění pohledávek věřitele. Pokud banka poskytne úvěr na jakékoliv zajištění, obvykle obdrží zástavu od zákazníka, ve které klient poskytne banku zástavní právo na veškerý převedený a v budoucnu převedený majetek, právo požadovat dodatečné zajištění z něj, právo prodat zastavený majetek v případě nesplnění klienta své povinnosti, aniž by se účastnil soudu nebo rozhodného řízení, a aby použil výnosy na splacení dluhu klienta vůči bance. Tato smlouva stanoví, že banka může v případě, že klient nesplní svůj závazek, prodávat zastavený majetek za podmínek stanovených bankou, a vystoupit v rolí kupujícího při prodeji. Klient se zavazuje uhradit nejen částku dluhu s úroky, ale také veškeré náklady spojené se skladováním zajištění, inkasem dluhů atd. Současně je klient (zástavce) i nadále odpovědný za úhradu dluhů a jiných závazků, a to navzdory tomu, že banka zadržuje zajištění. Klient poskytuje bance zástavní právo na veškerý majetek, veškeré cennosti, všechna majetková práva, zůstatky na běžných a vkladových účtech a další částky držené bankou.
Je-li hypoteční úvěr poskytnut proti cenným papírům (ne proti zboží), dlužník převede na věřitele nejen právo na cenné papíry, ale samotné cenné papíry. Současně při zadávání zaknihovaných cenných papírů do zástavní smlouvy jsou uvedeny podmínky a okamžik převodu vlastnictví těchto cenných papírů od dlužníka k věřiteli.
Banky poskytují úvěry především na zajištění cenných papírů, které mají oficiální kotaci na burzách cenných papírů a / nebo které jsou akceptovány pro účetnictví nebo jako kolaterál v centrální bance. Je to především - státní cenné papíry a cenné papíry zajištěné státem, prvotřídní obchodní cenné papíry a bankovní akceptace (se splatností do tří měsíců), veřejně obchodovatelných akcií a dluhopisů velkých průmyslových podniků a bank, spořitelních a depozitní certifikáty, stejně jako certifikáty investičních fondů.

## Výše lombardního úvěru
Výše úvěru závisí na „kvalitě“ zástavy: druh cenných papírů, složitost jejich uvádění na trh, dobu splatnosti, možnost jejich reeskont nebo získání úvěru v rámci jejich zajištění u centrální banky. Například ve vztahu k státním cenným papírům a prvotřídním obchodním účtům může být lombardní půjčka poskytnuta až do výše 80% tržní (nebo nominální) hodnoty cenných papírů. Pokud jde o akcie a dluhopisy průmyslových společností a bank obchodovaných na burze, výše úvěru obvykle nepřesahuje 60% jejich tržní hodnoty; a pokud jde o spořicí certifikáty, půjčku lze poskytnout za celou částku jejich nominální hodnoty.
Rozdíl mezi hodnotou zajištění a částkou úvěru se nazývá marže. V případě snížení marže (v důsledku poklesu tržní hodnoty cenných papírů) se dlužník na žádost banky zaváže splácet část dluhu tak, aby se částka dluhu uvedla do souladu s novou tržní hodnotou cenných papírů nebo poskytla dodatečné zajištění. Pokud nejsou cenné papíry kótovány na burze, odhaduje se hodnota úvěru a výše poskytnutého úvěru (výše marží) samotnou bankou na základě zůstatků a zpráv zveřejněných v tisku; certifikáty se specializací na shromažďování takových informací organizacemi, včetně vlády; publikace v odborném tisku; hodnocení kvality řízení, vyhlídky na rozvoj společnosti atd. Většinou banky neposkytují půjčku zajištěnou nekótovanými cennými papíry.
Pokud jsou lombardní úvěry zajištěny proti směnkám, doba půjčky nesmí překročit splatnost směnky a zpravidla takový úvěr nepřesáhne roční období. Navíc banky ve většině případů stanovují úvěrový limit pro své klienty vůči směnkám (stejně jako jiné cenné papíry), protože čím větší je částka a termín faktury, tím větší je riziko, které bude banka nést při nákupu těchto směnek a poskytnutí půjčky.
Lombardní půjčky na zboží a doklady o vlastnictví jsou bankou obvykle poskytovány ve výši 50-70% tržní hodnoty zboží. Klient, který obdrží úvěr na doklady o převodu vlastnických práv, v případě neplacení půjčky může banka prodat zboží a uhradit půjčky (včetně úroků z půjčky). 

## Použití lombardního úvěru
Je třeba poznamenat, že v současné době se v "čisté" podobě používá lombardní úvěr zřídka. V zásadě jsou cenné papíry přijaty jako zajištění při poskytování kontokorentního úvěru.